# WTA Challenger de Hamburgo
O WTA Challenger de Hamburgo – ou ECE Ladies Hamburg Open, atualmente – é um torneio de tênis profissional feminino, de nível WTA 125.
Realizado em Hamburgo, no norte da Alemanha, estreou em 2024. Os jogos são disputados em quadras de saibro durante o mês de agosto.

## Histórico
Esse torneio substituiu o Hamburg European Open, que vinha sendo organizado em vários formatos desde 1892, e no local atual desde 1924; portanto, um torneio tradicional. Um evento feminino foi incluído no programa em 1982, passando a ser um evento combinado entre ATP e WTA. Entre 1990 e 2008, o evento masculino esteve categorizado como ATP World Tour Masters 1000, período áureo que atraiu grandes nomes, como preparação para o Torneio de Roland Garros. Devido a mudanças no calendário e a concorrência com os torneios disputados na Ásia com grandes investimentos, o torneio foi perdendo interesse e passou a ser um ATP 500 em 2009. Na parte feminina, como um WTA 250, ele teve um grande hiato entre 2003 e 2020, retornando em 2021, porém o problema de falta de data comercialmente atraente no calendário permaneceu. Inicialmente previsto para ser disputado em julho, imediatamente antes do torneio masculino, em 2024, o torneio feminino  passou a ser disputado no mês subsequente ao masculino, em agosto, passando a integrar o circuito challenger.

## Finais

### Simples
| Ano  | Campeã      | Vice-campeã | Resultado |
| ---- | ----------- | ----------- | --------- |
| 2024 | Anna Bondár | Arantxa Rus | 6–4, 6–2  |

### Duplas
| Ano  | Campeãs                          | Vice-campeãs                | Resultado        |
| ---- | -------------------------------- | --------------------------- | ---------------- |
| 2024 | Anna Bondár Kimberley Zimmermann | Arantxa Rus Nina Stojanović | 5–7, 6–3, [11–9] |